# Gare de Bolbec - Nointot
Ne doit pas être confondu avec Gare de Bolbec-Ville.
La gare de Bolbec - Nointot est une gare ferroviaire française de la ligne de Paris-Saint-Lazare au Havre, située au lieu-dit Hameau de la Station sur le territoire de la commune de Bolbec, à proximité de Nointot, dans le département de la Seine-Maritime en région Normandie.
Elle est mise en service en 1847 par la Compagnie du chemin de fer de Rouen au Havre, avant de devenir une gare de la Compagnie des chemins de fer de l'Ouest, puis de l'Administration des chemins de fer de l'État. C'est une halte, lorsqu'elle est fermée au service des voyageurs, par la Société nationale des chemins de fer français (SNCF), au début de l'année 2020.

## Situation ferroviaire
Établie à 129 mètres d'altitude, la gare de Bolbec - Nointot est située au point kilométrique (PK) 196,652 de la ligne de Paris-Saint-Lazare au Havre, entre les gares de Foucart - Alvimare et de Bréauté - Beuzeville. Elle est précédée par le viaduc de Mirville.

## Histoire
Nointot est l'une des treize stations mise en service le 22 mars 1847 par la Compagnie du chemin de fer de Rouen au Havre, lorsqu'elle ouvre à l'exploitation sa ligne en prolongement de la ligne de Paris à Rouen. Le bâtiment principal est dû à l'architecte William Tite qui est l'auteur de toutes les stations intermédiaires entre Rouen et Le Havre.

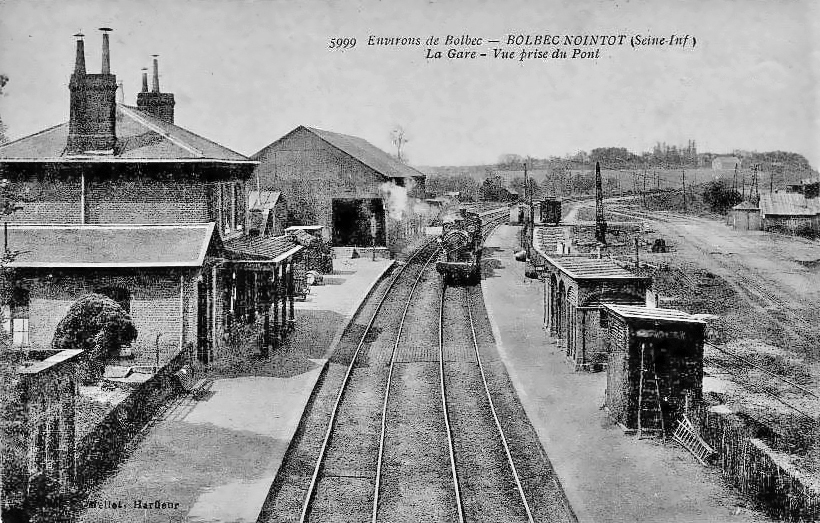
La gare vers 1900.

En 1847, « Nointot » est la quatrième station intermédiaire depuis Le Havre, après celle de Beuzeville et avant celle d'Alvimare, et après l'imposant viaduc de Mirville. C'est la station la plus proche de Bolbec.
En 1908, un ensemble de travaux de rénovation des bâtiments sont exécutés. Reprise des maçonneries du bâtiment principal, réparation de la couverture de la halle à marchandises, et rénovation de toutes les peintures extérieures.
En 2008, il n'y a plus de traces du bâtiment d'origine (détruit), la halte voyageurs dispose des deux voies de la ligne avec deux quais latéraux équipés d'abris récents, la traversée des voies et le passage d'un quai à l'autre s'effectuent par des escaliers et le pont routier. Un parking est aménagé à côté de l'entrée de la halte au Hameau de la Station.
En 2014, c'est une gare voyageurs d'intérêt local (catégorie C : moins de 100 000 voyageurs par an de 2010 à 2011), qui dispose de deux quais (le quai 1, d'une longueur utile de 98 m, pour la voie 1 et le quai 2 , d'une longueur utile de 96 m, pour la voie 2).
En 2015, la SNCF estime la fréquentation annuelle à 13 471 voyageurs.
Jusqu'en 2019, c'était un point d'arrêt non géré (PANG) à accès libre. Elle était desservie par des trains express régionaux, du réseau TER Normandie, assurant les relations : Rouen – Yvetot – Le Havre.

Installations de la halte en 2014 (avant sa fermeture)
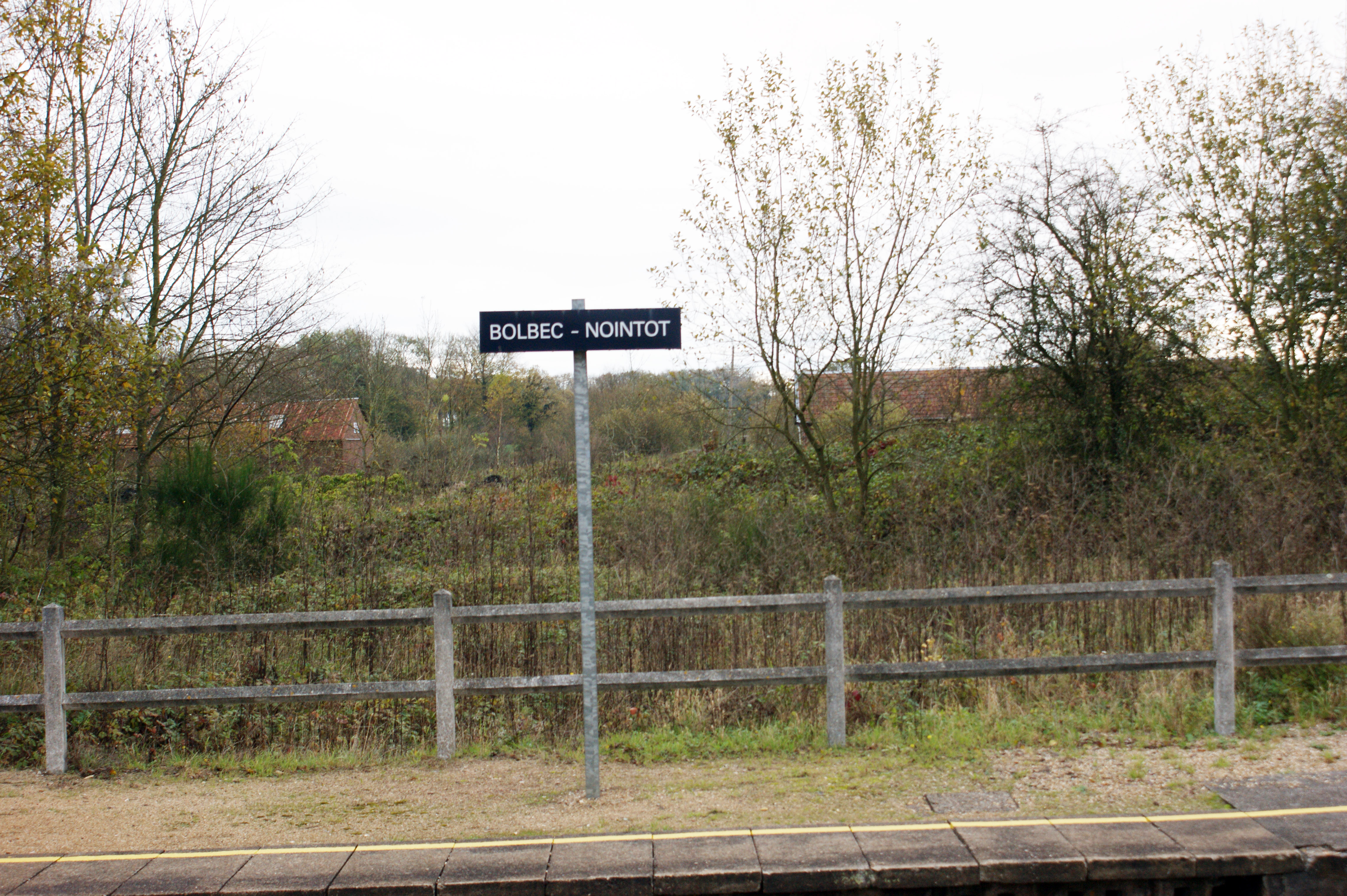
Panneau de quai.
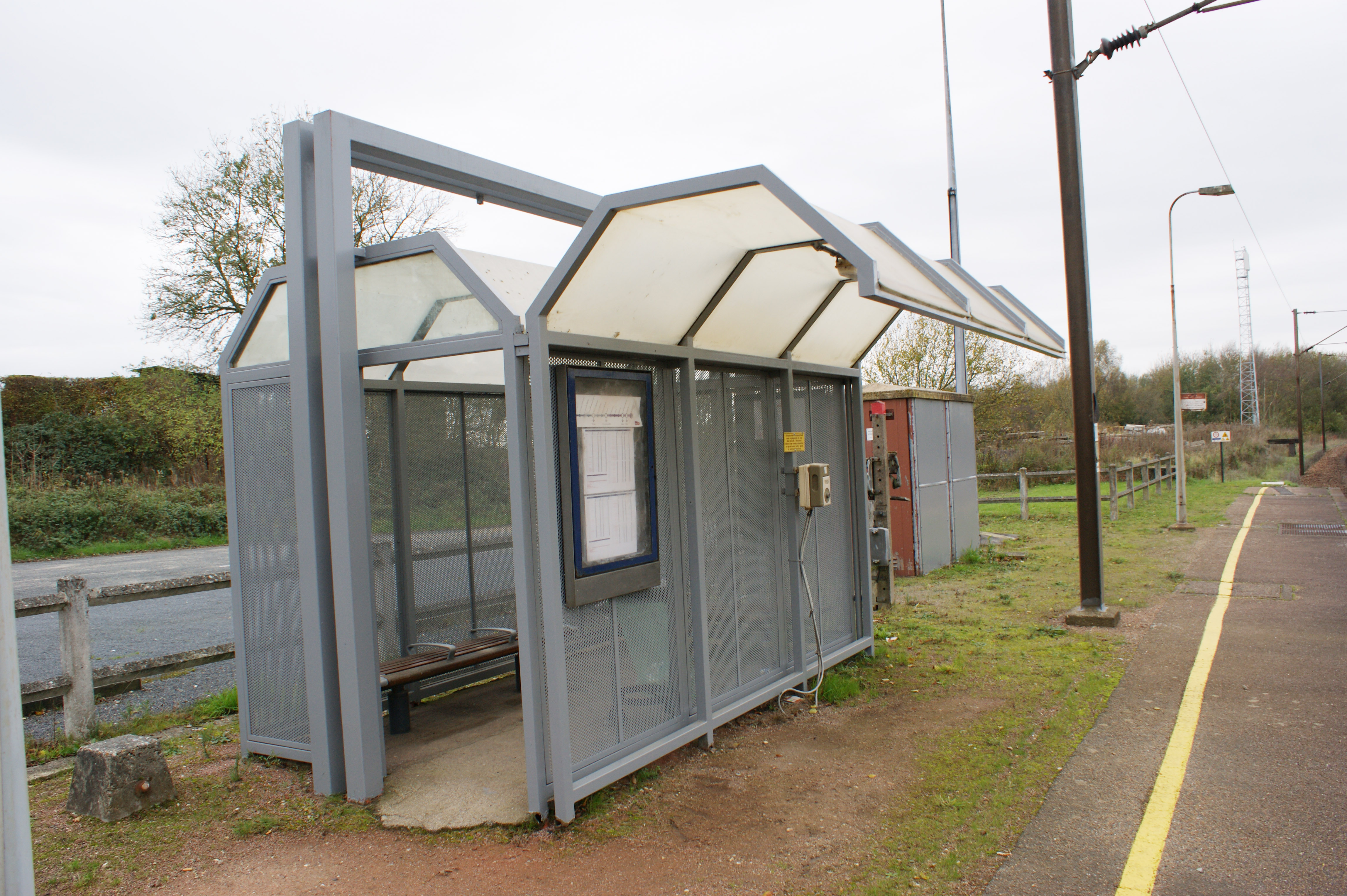
Abri et panneau d'information.
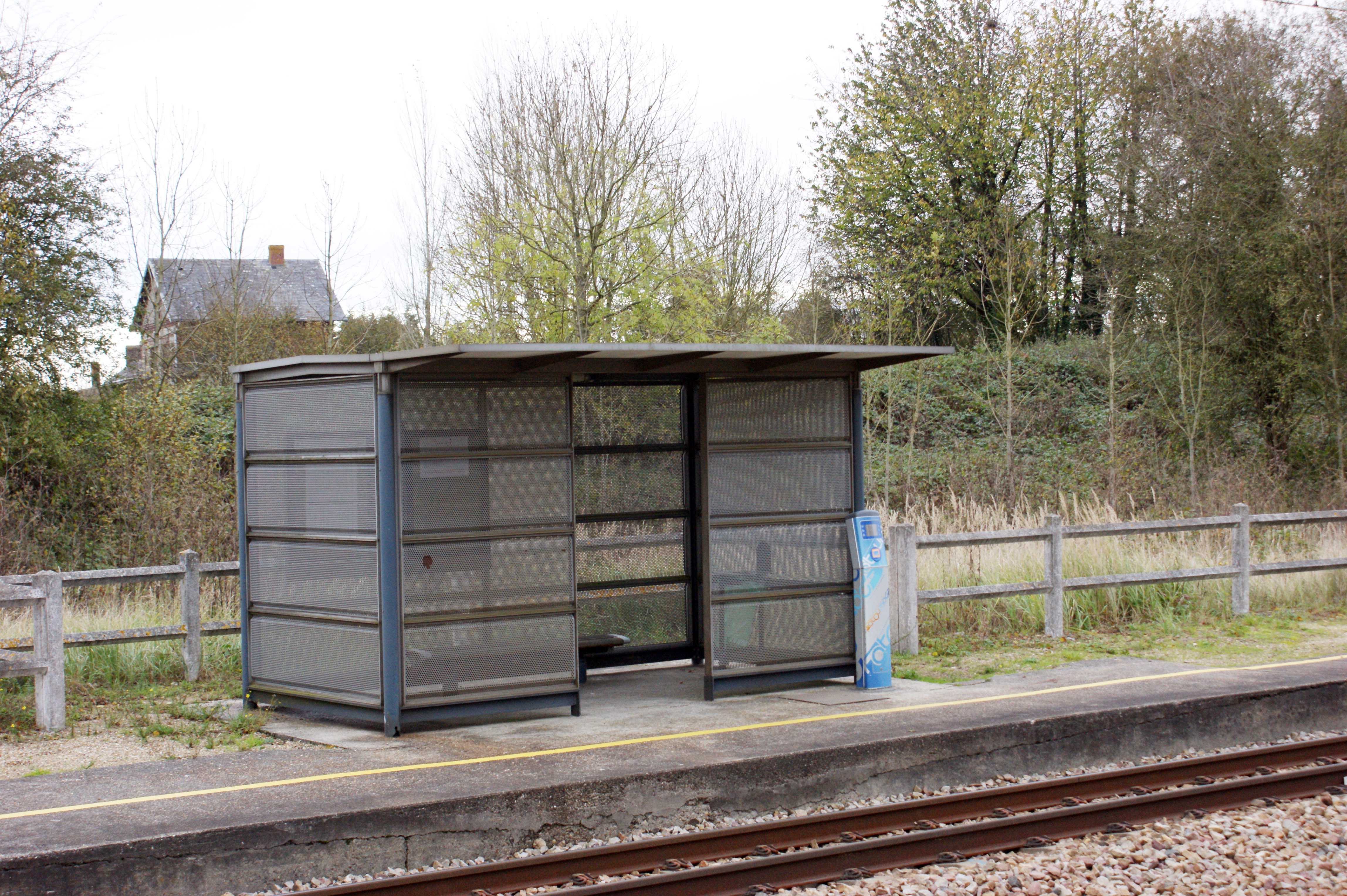
Abri du quai opposé.

En 2019, au mois de mars la menace de fermeture de la halte se précise, notamment du fait d'une faible fréquentation qui ne permet pas d'envisager une amélioration des installations. En juin, la fermeture en 2019 est confirmée.